# Liutrit

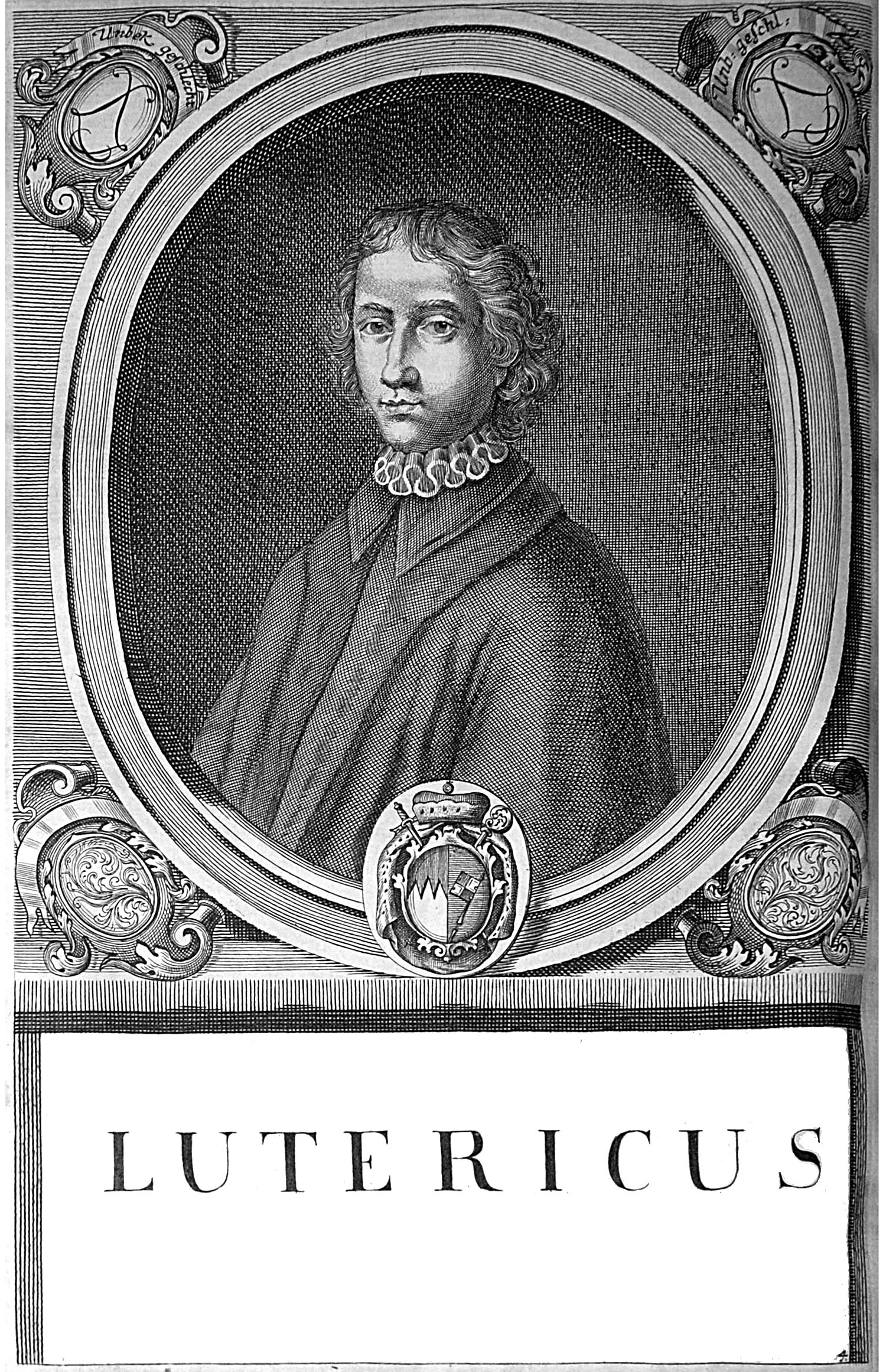
Kupferstich des Würzburger Hof- und Universitätskupferstechers Johann Salver (* 1670 in Forchheim; † 1738) aus der Serie mit Würzburger Fürstbischöfen

Liutrit war von 795 bis 802 Bischof in Würzburg.
In der kurzen Amtszeit Liutrits und dessen Nachfolgers Egilwart knüpften die beiden Bischöfe an die slawische Missionierungstätigkeit von Berowelf an. Für die Main- und Rednitzwenden wurden Kirchen erbaut.
Schenkungstätigkeiten an das Kloster Fulda strapazierten die wirtschaftliche Lage des Würzburger Bistums. Die Privilegien, die Karl der Große der Benediktinerabtei Neustadt am Main zuteilwerden ließ, führten zu einer größeren Autonomie des Klosters und einer Herauslösung aus dem Diözesanverband.